# Portugal International 2001
Die Portugal International 2001 fanden vom 11. bis zum 14. Januar 2001 in Caldas da Rainha statt. Es war die 36. Auflage dieser internationalen Titelkämpfe in Portugal im Badminton.

## Medaillengewinner
| Disziplin    | Gold                        | Silber                        | Bronze                            |
| ------------ | --------------------------- | ----------------------------- | --------------------------------- |
| Herreneinzel | Oliver Pongratz             | Tjitte Weistra                | Rune Massing                      |
| Herreneinzel | Oliver Pongratz             | Tjitte Weistra                | Andrew South                      |
| Dameneinzel  | Pi Hongyan                  | Anu Weckström                 | Nicole Grether                    |
| Dameneinzel  | Pi Hongyan                  | Anu Weckström                 | Lonneke Janssen                   |
| Herrendoppel | Michael Keck Joachim Tesche | Thomas Hovgaard Jesper Mikla  | Kristof Hopp Thomas Tesche        |
| Herrendoppel | Michael Keck Joachim Tesche | Thomas Hovgaard Jesper Mikla  | Martin Delfs Jonas Glyager Jensen |
| Damendoppel  | Ella Miles Sara Sankey      | Nicole Grether Nicol Pitro    | Anne Hönscheid Kathrin Piotrowski |
| Damendoppel  | Ella Miles Sara Sankey      | Nicole Grether Nicol Pitro    | Paula Harrison Katy Brydon        |
| Mixed        | Björn Siegemund Nicol Pitro | Kasper Kiim Jensen Pi Hongyan | Joachim Tesche Anne Hönscheid     |
| Mixed        | Björn Siegemund Nicol Pitro | Kasper Kiim Jensen Pi Hongyan | Kristof Hopp Kathrin Piotrowski   |